# Marinchef
Marinchef (MC), tidigare Chefen för Marinen (C M), är i Sverige den flaggman som är högste chef för försvarsgrenen Marinen. Befattningen marinchef infördes 1937 och i nuvarande form 2014. Under alla de år som befattningen funnits har alla innehavare av befattningen kommit från Flottan, inga från Kustartilleriet/Amfibiekåren.

## Historia
I ursprunglig form infördes befattningen marinchef 1937 för att avskaffas den 30 juni 1994, då ledningen för Sveriges försvarsmakt omorganiserades den 1 juli 1994. Marinchefen hade normalt graden viceamiral, och betecknades C M (Chefen för Marinen). Den 1 juli 1994 ersattes befattningen av Chefen för Marinledningen (fortfarande en viceamiralsbefattning, men med ett mindre ansvarsområde), den 1 juli 1998 ersattes denna i sin tur med befattningen generalinspektör för Marinen, senare omdöpt till marininspektör, och graden sänktes till konteramiral.
Den 1 januari 2014 återinfördes befattningen Marinchef, fast nu i kortform MC, inom Försvarsmakten. Befattningen har inte samma uppgift som innan 1994 utan har som uppgift att produktionsleda förbanden inom marinen och vara dess främste företrädare genom att omhänderta Försvarsmaktens traditioner.

## Lista över Sveriges marinchefer

### Chefer för marinen
| Nr |  | Namn                          | Tillträdde | Avgick |
| -- |  | ----------------------------- | ---------- | ------ |
| 1  |  | Viceamiral Charles de Champs  | 1937       | 1939   |
| 2  |  | Viceamiral Fabian Tamm        | 1939       | 1945   |
| 3  |  | Viceamiral Helge Strömbäck    | 1945       | 1953   |
| 4  |  | Viceamiral Stig H:son Ericson | 1953       | 1961   |
| 5  |  | Viceamiral Åke Lindemalm      | 1961       | 1970   |
| 6  |  | Viceamiral Bengt Lundvall     | 1970       | 1978   |
| 7  |  | Viceamiral Per Rudberg        | 1978       | 1984   |
| 8  |  | Viceamiral Bengt Schuback     | 1984       | 1990   |
| 9  |  | Viceamiral Dick Börjesson     | 1990       | 1994   |

### Chefer för marinledningen
| Nr |  | Namn                      | Tillträdde | Avgick |
| -- |  | ------------------------- | ---------- | ------ |
| 10 |  | Viceamiral Peter Nordbeck | 1995       | 1998   |

### Generalinspektörer för marinen
| Nr |  | Namn                         | Tillträdde | Avgick |
| -- |  | ---------------------------- | ---------- | ------ |
| 11 |  | Konteramiral Torsten Lindh   | 1998       | 2001   |
| 12 |  | Konteramiral Jörgen Ericsson | 2001       | 2003   |

### Marininspektörer
| Nr |  | Namn                         | Tillträdde | Avgick |
| -- |  | ---------------------------- | ---------- | ------ |
| 12 |  | Konteramiral Jörgen Ericsson | 2003       | 2005   |
| 13 |  | Konteramiral Anders Grenstad | 2005       | 2011   |
| 14 |  | Konteramiral Jan Thörnqvist  | 2011       | 2013   |

### Marinchefer
| Nr |  | Namn                                | Tillträdde | Avgick |
| -- |  | ----------------------------------- | ---------- | ------ |
| 14 |  | Konteramiral Jan Thörnqvist         | 2014       | 2016   |
| 15 |  | Konteramiral Jens Nykvist           | 2016       | 2020   |
| 16 |  | Konteramiral Ewa Skoog Haslum       | 2020       | 2024   |
| 17 |  | Konteramiral Johan Norlén (Officer) | 2024       | -      |